# Disholcaspis spectabilis
Disholcaspis spectabilis är en stekelart som först beskrevs av Kinsey 1922.  Disholcaspis spectabilis ingår i släktet Disholcaspis och familjen gallsteklar. Inga underarter finns listade i Catalogue of Life.